# El testamento
El testamento (título original: The Testament) es una novela de suspenso de subgénero legal del escritor estadounidense John Grisham. El 2 de febrero de 1999, la editorial Doubleday editó en tapadura la primera edición. 

## Trama
Troy Phelan, un excéntrico multimillonario de edad avanzada, ha escrito numerosos testamentos durante su vida pero, justo antes de suicidarse al saltar desde un balcón, deja a modo de sorpresa final un testamento ológrafo como última voluntad. En este documento lega toda su inmensa fortuna a una hija ilegítima, Rachel Lane, en lugar de sus seis hijos de tres matrimonios diferentes. La existencia de Rachel es una sorpresa para todos. Esa decisión final fue consecuencia de varios años de luchar contra la codicia y actitudes egoístas de su propia familia. En el origen de este enfrentamiento también estuvo el descuido en el que tuvo a sus hijos y la dedicación plena a sus negocios sacrificando su vida privada.
Sus abogados tienen como objetivos hacer cumplir los deseos de Troy y encontrar a la heredera. Nate O'Riley, un abogado litigante de gran prestigio y alcohólico en recuperación, es enviado a Brasil donde se cree que Rachel vive como misionera.
El viaje a la región del Pantanal en Brasil, cerca de Corumbá, casi termina con la vida de Nate, pero finalmente y con la ayuda de su guía encuentran la tribu con la que Rachel Lane está viviendo. Ella rechaza el legado y todo lo que esté relacionado al mismo. Nate no logra convencerla de lo contrario y regresa a Estados Unidos, después de contraer dengue por la picadura de un mosquito.
Mientras Nate trata de encontrar a Rachel, la familia de Troy hace todo lo posible por invalidar el nuevo testamento. Argumentan que al firmarlo no se encontraba en sus cabales, a pesar de que fue examinado por tres de los más importantes psiquiatras del país. Finalmente deciden no impugnar, por temor a que su testimonio en la corte perjudique la demanda. También la parte demandante se da cuenta de que dos de sus testigos han mentido y de que Nate los dejará en evidencia si el juicio se lleva a cabo. Para cerrar el caso, Nate acuerda que cada uno de los familiares de Troy Phelan reciban 50 millones de dólares, menos las tasas de abogado, para desistir del juicio.
Cuando concluye esta etapa judicial, Nate regresa a la selva para obtener la firma de Rachel. Cuando llega se entera de que ella ha muerto de malaria y que ha dejado instrucciones de que el dinero sea depositado en un fondo de asistencia a los pueblos indígenas bajo el control de Nate. La novela concluye con Nate navegando en un bote en el Pantanal, sin importarle si tardará un mes en regresar a la civilización.

## Personajes
Troy Phelan: un excéntrico, solitario y despiadado multimillonario estadounidense que se suicida. Para evitar que su propia familia lo herede, horas antes de su suicidio crea un testamento falso en el que agrega a sus familiares. Minutos antes de suicidarse, exhibe a su abogado un nuevo testamento con la intención de que sea el que se tenga en cuenta. En este deja a sus herederos nada más que el dinero suficiente para que paguen sus deudas contraídas hasta el día en que se suicidó. Deja el resto a Rachel Lane, una hija ilegítima y desconocida para toda su familia y asociados.
Josh Stafford: abogado y hombre de confianza de Troy, debe encontrar a Rachel, pero solo sabe de ella que es misionera en algún lugar de Brasil. Decide asignar la tarea de encontrarla a Nate O'Riley, un exabogado de gran prestigio y alcohólico en recuperación. Nate está saliendo de su cuarto intento de rehabilitación y duda en aceptar. Josh manipula la situación en secreto.
Rachel Lane: hija ilegítima de Troy, quien le deja en herencia once mil millones de dólares. Es misionera en Brasil, no desea saber nada con el dinero y rechaza firmar documentos legales. Durante su adolescencia había sido recontactada por su padre, quien le pagó sus estudios. Pero ella desapareció para dedicarse a estudiar medicina e ingresar en el seminario.
Nate O'Riley: abogado enviado a encontrar a Rachel Lane. Varias veces ha recaído en la drogadicción y el alcoholismo, cada vez con mayor fuerza. Es un adicto al trabajo cuyos hábitos destruyeron sus dos matrimonios. Tiene dos hijos de su primer matrimonio y dos del segundo. Es enviado a Brasil para alejarlo de la oficina, y allí se enamora de Rachel.
Los hijos de Phelan: hijos de Troy nacidos de tres mujeres diferentes (un séptimo falleció en un accidente de tránsito). Todos ellos, a pesar de haber recibido un obsequio de cinco millones de dólares al cumplir 21 años, están en bancarrota o fuertemente endeudados. Buscan desesperadamente parte de la riqueza de Troy y para ello emplean abogados aún más codiciosos.